# ألبرت بيرسون
ألبرت بيرسون (بالإنجليزية: Albert Pearson)‏ (2 سبتمبر 1892 في المملكة المتحدة - 24 يناير 1975 في المملكة المتحدة) هو لاعب كرة قدم بريطاني (وحمل سابقاً جنسية المملكة المتحدة لبريطانيا العظمى وأيرلندا) في مركز الهجوم. لعب مع بورت فايل وستوكبورت كونتي ونادي روتشديل ونادي سانت إيلي تاون ونادي ليفربول وAshton National F.C. ‏.

## وصلات خارجية
- ألبرت بيرسون على موقع قاعدة بيانات كرة القدم.إي يو (الإنجليزية)